# الطريقة العلية القادرية الكسنزانية
الطريقة العَلِيّة القادِريّة الكَسْنَزانِيّة هي طريقة صوفية شائعة في العراق وإيران وموجودة كذلك في دول أخرى مثل كندا، الولايات المتحدة الأمريكية. ويقع المقر الرئيس لهذه الطريقة في محافظة السليمانية في إقليم كردستان العراق. وتُنسب هذهِ الطريقة إلى الإمام علي بن أبي طالب والشيخ عبد القادر الجيلاني والشيخ عبد الكريم شاه الكسنزان ومعنى لقب شاه الكسنزان هو «سلطان الغيب». وآخر شيوخ الطريقة الشيخ نهرو محمد عبد الكريم الكسنزاني.

## التسمية
سميت الطريقة العلية القادرية الكسنزانية بالعلية نسبة إلى الإمام علي وبالقادرية نسبة إلى الشيخ عبد القادر الجيلاني والكسنزانية كلمة كردية تعني «لا يعلم حقيقته أحد» أطلقت كَلقب على أسرة الطريقة بعد أن لقُب به جدهم الأول عبد الكريم بسبب انقطاعه لمدة أربع سنوات عن الناس مختليًا في أحد جبال قره داغ بضواحي مدينة السليمانية، وحينما كان يُسأل عنه يجاب بـ (كسنزان). وبعد عودته جرى اللقب على ألسنة الناس وعَلَما لهذه الطريقة التي تبنى عبد الكريم وأبناؤه وأحفاده من بعده. أما العشيرة التي تنتمي لها أسرة الكسنزان فهي السادة البرزنجية، والأب الأعلى لها هو الشيخ عيسى البرزنجي أول من سكن في برزنجة شمالي العراق.

## الترتيب الهرمي للطريقة
في الطريقة الكسنزانية تعد رتبة «شيخ الطريقة» والذي يشغله الآن الشيخ نهرو محمد عبد الكريم الكسنزان بعد وفاة أبيه الشيخ محمد عبد الكريم الكسنزاني هي الرتبة الأعلى في الطريقة. وبعدهُ هناك رتبة «الوكيل العام». بعد ذلك توجد رتبة “الخليفة”. والخلفاء هم مريدون حصلوا على إجازة لفتح وإدارة تكيّة (بيوت الذكر). وبعد ذلك هناك رتبة إسمها «المُرشد». والمرشدون وظيفتهم الخروج خارج التكيّة ويعملون على إرشاد الناس إلى التكايا.

## الممارسات
يُمارس أتباع هذهِ الطريقة طقوس وشعائر تظهر الكرامات منها أكلُ الزجاج ولسع الأفاعي وإدخال أدوات حادة كالأسياخ والسيوف في مناطق مختلفة من الجسم تشمل، الخدين، واللسان، وقاعدة الفم، والذراع، وعضلات الصدر، والبطن وغيرها. ويدعي مريدوها أن هذه الأفعال امتداد حي لمعجزات الرسول محمد، وذلك لغرض إثبات وجود ذات الله والإقرار بوحدانيته، ولهداية الضالين والمنكرين إلى طريق الإيمان، وإثبات التجلي الإلهي الظاهري. بينما يقول معارضوها على أنها حالات باراسيكولوجية، ويقول مشايخ الطريقة ان سماحهم للمُريدين بالقيام بهذه الممارسات هو إرشاد الناس ومن أجل حثهم للرجوع لطريق الحق ولهذا لا يجوز نهائيًا القيام بهذهِ الكرامات من أجل التفاخر ويجب استعمالها في الإرشاد فقط، ويقولون بأن هذه الممارسات تحدث بفضل القوة الروحية لمشايخ الطريقة وأنَ مدى الحاجة لهذه الممارسات يحددها الشيخ في حالة حضورهِ في المكان وفي حالات الإرشاد الأخرى فمن يقوم بتحديد مدى الحاجة لهذه الممارسات هو المُريد في حال وجد المُريد بأنه إذا صاحبَ الإرشاد هذهِ الممارسات سيصبحُ تأثير الإرشاد اقوى في هذهِ الحالة يصبح لزوماً على المُريد القيام بهذه الفعاليات. ولديهم أورادهم الخاصة وحركات ذكر خاصة بهذه الطريقة كباقي الطُرق وما يفعلوه من أذكار وأوراد هو من اجل تربية النفس وجهادها والوصول إلى الحق ، مع العلم ان اظهار الكرامات ممنوع حاليًا بأمر شيخ الطريقة الحالي الشيخ شمس الدين محمد نهرو ويُعلِّلون ذلك بأن لكل زمن أسلوبه في الإرشاد، وأن هذا العصر هو عصر الكلمة الطيبة والموعظة الحسنة."
.

## الخلوات في الطريقة الكسنزانية
يقوم المُريد بالدخول إلى الخلوة بأذن من الشيخ ويبدأ بذكر الله ومجالسة الله كما يعتقدون نسبة إلى ما ورد في الحديث القدسي (أنا جليسُ من ذكرني)، ويجب على المُريد الدخول في الخلوة عندما يأذن لهُ شيخه لأنه حسبَ اعتقادهم بأن القيام بالدخول إلى الخلوة بدون أمره ووجوده يعتبر امر خطر جدا على المُريد بسبب ما سيقوم به الشيطان ومحاولة ايقاعه في حبائله أن لم يكن لهُ شيخ مُرشد يرشده ان أتاه الشيطان ويعلمه وينبهه إذا غفل. في الخلوة يُقسم الطعام على عدة مراحل مُدة كل مرحلة عشرة أيام.

### الخلوة الخاصة
هي خلوة أوصى بها أحد مشايخهم وهو الشيخ إسماعيل الولياني لأنه حسب معتقدهم أن القيام بهذه الخلوة يصفى نفوس المُريدين وتُرَقي أحوالهم والقيام بها أمر أختياري عندَ المُريدين ومدتها مئة وعشرون يوم مُقسمة على ثلاث مراحل ولكِل مرحلة اربعون يوم وهي بنفس الطريقة المُتبعة في الخلوة العادية من حيث تقسيم الطعام والعبادة ولكن مع أضافة أوراد أخرى.

## مشايخ الطريقة

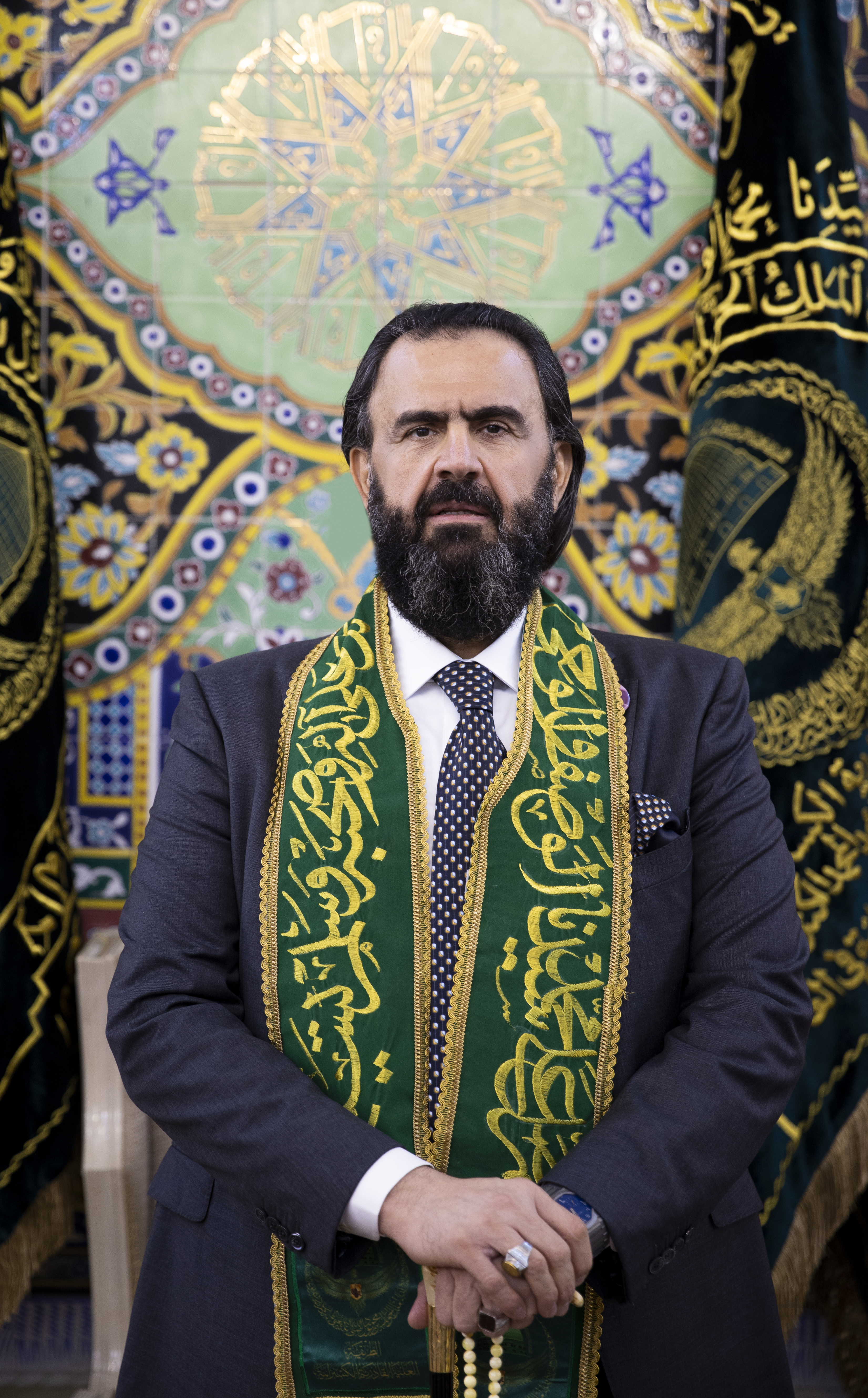
شيخ الطريقة الحالي الشيخ شمس الدين محمد نهرو الكسنزان

حسبَ مُعتقداتهم أن هذهِ الطريقة أنزلت على النبي محمد صلى الله عليه وسلم ومنه إلى الإمام علي  نسبة إلى حديث الرسول صلى الله عليه وسلم (من كنت مولاه فعلي مولاه، اللهم والي من والاه وعادي من عاداه) وحديث (أنا مدينة العلم وعلي بابها) ثم منه إلى جناحي السلسلة.
| الجناح الأول (السلسلة الذهبية) |
| ------------------------------ |
| الإمام علي بن أبي طالب         |
| الإمام الحسين بن علي           |
| الإمام علي السجاد              |
| الإمام محمد الباقر             |
| الإمام جعفر الصادق             |
| الإمام موسى الكاظم             |
| الإمام علي الرضا               |
| الشيخ معروف الكرخي             |

إلى الجناح الثاني
| الجناح الثاني                           |
| --------------------------------------- |
| الشيخ الحسن البصري                      |
| الشيخ حبيب العجمي                       |
| الشيخ داوّد الطائي                       |
| الشيخ معروف الكرخي                      |
| الشيخ سري السقطي                        |
| الشيخ الجنيد البغدادي                   |
| الشيخ أبو بكر الشبلي                    |
| الشيخ عبد الواحد اليماني                |
| الشيخ أبي فرج الطرطوسي                  |
| الشيخ علي الهكاري                       |
| الشيخ أبي سعيد المخزومي                 |
| الشيخ عبدالقادر الجيلاني                |
| الشيخ عبد الرزاق الجيلاني               |
| الشيخ داوّد الثاني                       |
| الشيخ محمد غريب الثاني                  |
| الشيخ عبد الفتاح السياح                 |
| الشيخ محمد قاسم                         |
| الشيخ محمد صادق                         |
| الشيخ حسين البصرائي                     |
| الشيخ أحمد الإحسائي                     |
| الشيخ إسماعيل الولياني                  |
| الشيخ محيي الدين كركوك                  |
| الشيخ عبد الصمد كله زرده                |
| الشيخ حسين قازان قاية                   |
| الشيخ عبد القادر قازان قاية             |
| الشيخ عبدالكريم الشاه الكسنزان          |
| الشيخ حسين الكسنزان                     |
| الشيخ عبد الكريم الكسنزان               |
| الشيخ محمد عبد الكريم الكسنزان          |
| الشيخ شمس الدين محمد نهرو محمد الكسنزان |